# Believe (album de Justin Bieber)
Pour les articles homonymes, voir Believe.
 (mars 2012).
Albums de Justin Bieber
Under the Mistletoe
(2011) Believe Acoustic
(2013)
Singles
Believe est le 3e album studio du chanteur canadien Justin Bieber sorti le 19 juin 2012. Plusieurs duos y sont inclus, notamment avec Drake, Big Sean, Nicki Minaj, Ludacris, et avec des productions de pointures tel que Rodney Jerkins, Max Martin, Hit-Boy ou encore les Français soFLY et Nius. Le premier single de cet album, intitulé Boyfriend, est sorti le 26 mars 2012 (il l'a annoncé en direct du Talk-Show d'Ellen DeGeneres où il était invité le 1er mars, jour de son anniversaire).
Boyfriend, sortie le 26 mars 2012 est le 1er single extrait de cet album.

## Pistes
| No  | Titre                                       | Producteur(s)                    | Durée |
| --- | ------------------------------------------- | -------------------------------- | ----- |
| 1.  | All around the world (featuring Ludacris)   | Messinger, Nasri, Nolan Lambroza | 4:04  |
| 2.  | Boyfriend                                   | Posner, MdL                      | 2:51  |
| 3.  | As Long as You Love Me (featuring Big Sean) | Darkchild, Lindal                | 3:49  |
| 4.  | Catching Feelings                           | The Pentagon, j.Que              | 3:54  |
| 5.  | Take You                                    | soFLY & Nius                     | 3:40  |
| 6.  | Right Here (featuring Drake)                | Hit-Boy                          | 3:24  |
| 7.  | Fall                                        | MdL, Lutrell                     | 4:08  |
| 8.  | Die in Your Arms                            | Darkchild, Aganee, Sayles        | 3:57  |
| 9.  | Thought of You                              | Ariel Rechtshaid, Diplo          | 3:50  |
| 10. | Beauty and a Beat (featuring Nicki Minaj)   | Martin, Zedd                     | 3:48  |
| 11. | One Love                                    | Bei Maejor                       | 3:54  |
| 12. | Be Alright                                  | Bieber, Kanter                   | 3:09  |
| 13. | Believe                                     | Messinger, Nasri, Harrell        | 3:42  |
| 14. | Love Me Like You Do                         | Bei Maejor, Harrell              | 4:39  |
| 15. | Fairytale                                   | Harv & S                         | 3:32  |
| 16. | Out Of Town Girl                            | Soundz, Harrell                  | 3:33  |
| 17. | She Don't Like the Lights                   | Jerkins, Lindal, Harrell         | 3:59  |
| 18. | Maria                                       | Jerkins, Harrell                 | 4:08  |
| 19. | Just Like Them                              | Jerkins, Harrell                 | 2:52  |

## Classement par pays
| Pays                               | Meilleure position |
| ---------------------------------- | ------------------ |
| Allemagne (Media Control Charts)   | 2                  |
| Australie (ARIA Charts)            | 1                  |
| Autriche (IFPI)                    | 1                  |
| Belgique (Ultratop 50 Flandre)     | 2                  |
| Belgique (Ultratop 50 Wallonie)    | 2                  |
| Canada (Music Canada)              | 1                  |
| Croatie Classement album           | 2                  |
| Danemark (IFPI)                    | 1                  |
| Écosse (SSAC)                      | 3                  |
| Espagne (PME)                      | 1                  |
| États-Unis (Billboard 200)         | 1                  |
| Finlande (Finland's Official List) | 3                  |
| France (SNEP)                      | 3                  |
| Grèce (IFPI)                       | 1                  |
| Hongrie (AHRC)                     | 6                  |
| Irlande (IRMA)                     | 1                  |
| Italie (FIMI)                      | 1                  |
| Japon (Oricon)                     | 1                  |
| Mexique (Top 100 Mexico)           | 1                  |
| Nouvelle-Zélande (RIANZ)           | 1                  |
| Norvège (VG-lista)                 | 1                  |
| Pays-Bas (MegaCharts)              | 2                  |
| Pologne (Polish Music Charts)      | 6                  |
| Portugal (AFP)                     | 2                  |
| Royaume-Uni (UK Albums Chart)      | 1                  |
| Suède (Sverigetopplistan)          | 1                  |
| Suisse (Swiss Music Charts)        | 3                  |
| Tchéquie (IFPI)                    | 1                  |

## Certifications
| Pays                       | Certification | Ventes/Équivalence |
| -------------------------- | ------------- | ------------------ |
| Allemagne (BVMI)           | Or            | 100 000            |
| Australie (ARIA)           | Platine       | 70 000             |
| Brésil (Pro-Musica Brasil) | 3 × Platine   | 120 000            |
| Canada (Music Canada)      | 2 × Platine   | 160 000            |
| Danemark (IFPI Danmark)    | 2 × Platine   | 40 000             |
| Espagne (PROMUSICAE)       | Or            | 20 000             |
| États-Unis (RIAA)          | 3 × Platine   | 3 000 000          |
| Irlande (IRMA)             | Or            | -                  |
| Italie (FIMI)              | Platine       | 60 000             |
| Mexique (AMPROFON)         | 3 × Platine   | 180 000            |
| Norvège (IFPI Norge)       | 2 × Platine   | -                  |
| Nouvelle-Zélande (RIANZ)   | Or            | 7 500              |
| Pologne (ZPAV)             | Platine       | 20 000             |
| Royaume-Uni (BPI)          | Or            | 100 000            |
| Singapour (RIAS)           | Or            | -                  |
| Suède (GLF)                | Platine       | -                  |

## Historique de sortie
| Pays        | Date         | Format(s)                  | Label     | Édition(s)       |
| ----------- | ------------ | -------------------------- | --------- | ---------------- |
| Australie   | 15 juin 2012 | CD, téléchargement digital | Universal | Standard, deluxe |
| Allemagne   | 15 juin 2012 | CD, téléchargement digital | Island    | Standard, deluxe |
| Royaume-Uni | 17 juin 2012 | CD, téléchargement digital | Mercury   | Standard, deluxe |
| États-Unis  | 19 juin 2012 | CD, téléchargement digital | Island    | Standard, deluxe |
| Japon       | 20 juin 2012 | CD, téléchargement digital | Universal | Standard, deluxe |